# مصرف دجلة والفرات للتنمية والاستثمار
مصرف دجله والفرات للتنمية والاستثمار مصرف عراقي أهلي أُسس عام 2005 يبلغ رأس المال للمصرف 112 مليار دينار